# Đèo Ngang

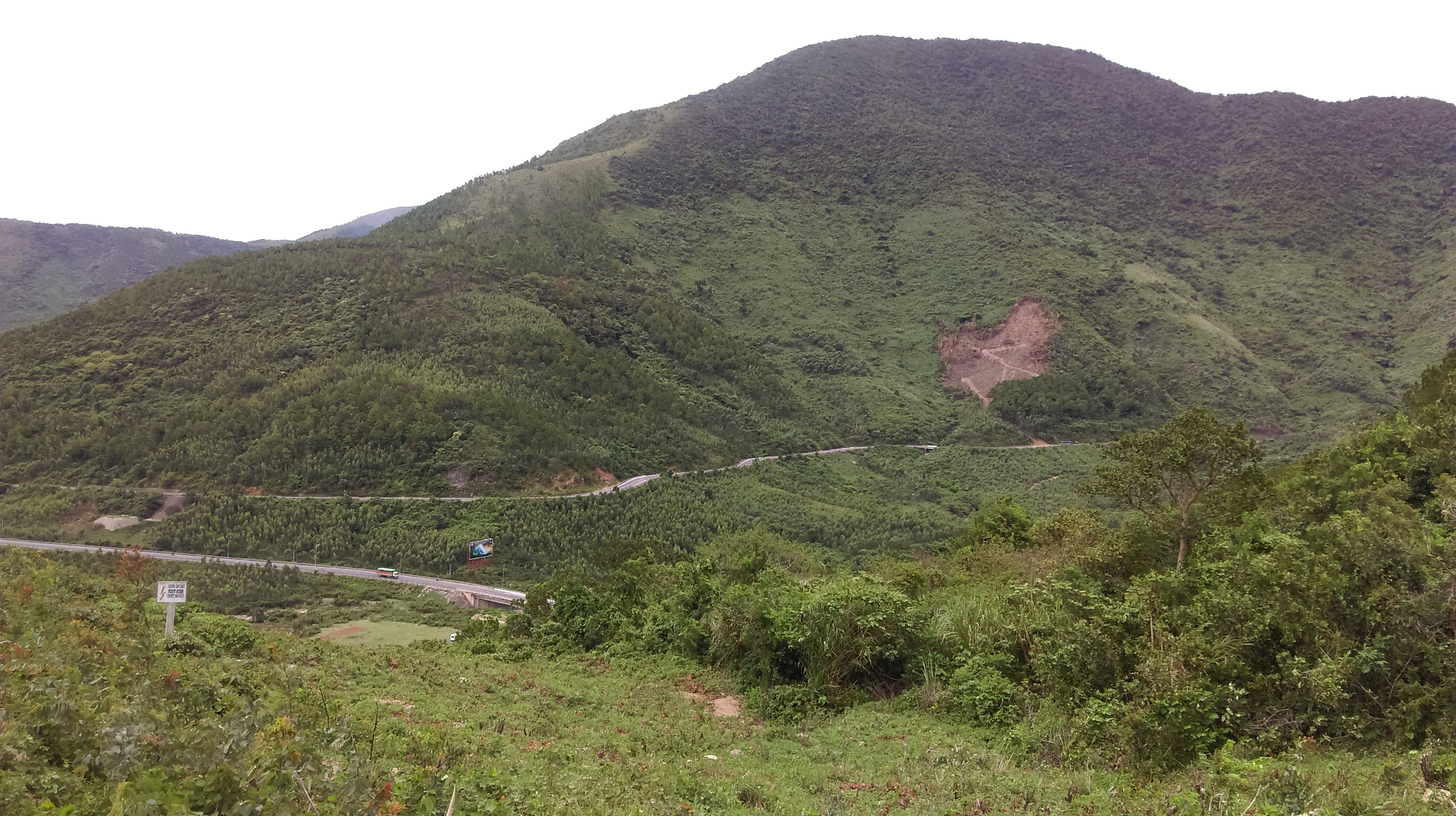
Đèo Ngang

Đèo Ngang là đèo trên Quốc lộ 1 cũ vượt núi Hoành Sơn tại ranh giới của 2 tỉnh Hà Tĩnh và Quảng Trị.
Đèo Ngang là một thắng cảnh của miền Trung Việt Nam, nổi tiếng qua bài thơ Qua Đèo Ngang của Bà Huyện Thanh Quan.
Từ năm 2004 Hầm đường bộ Đèo Ngang được xây dựng, thay thế đoạn đường đèo vượt núi Hoành Sơn. Đèo Ngang có độ cao 250 m so với mực nước biển.

## Vị trí

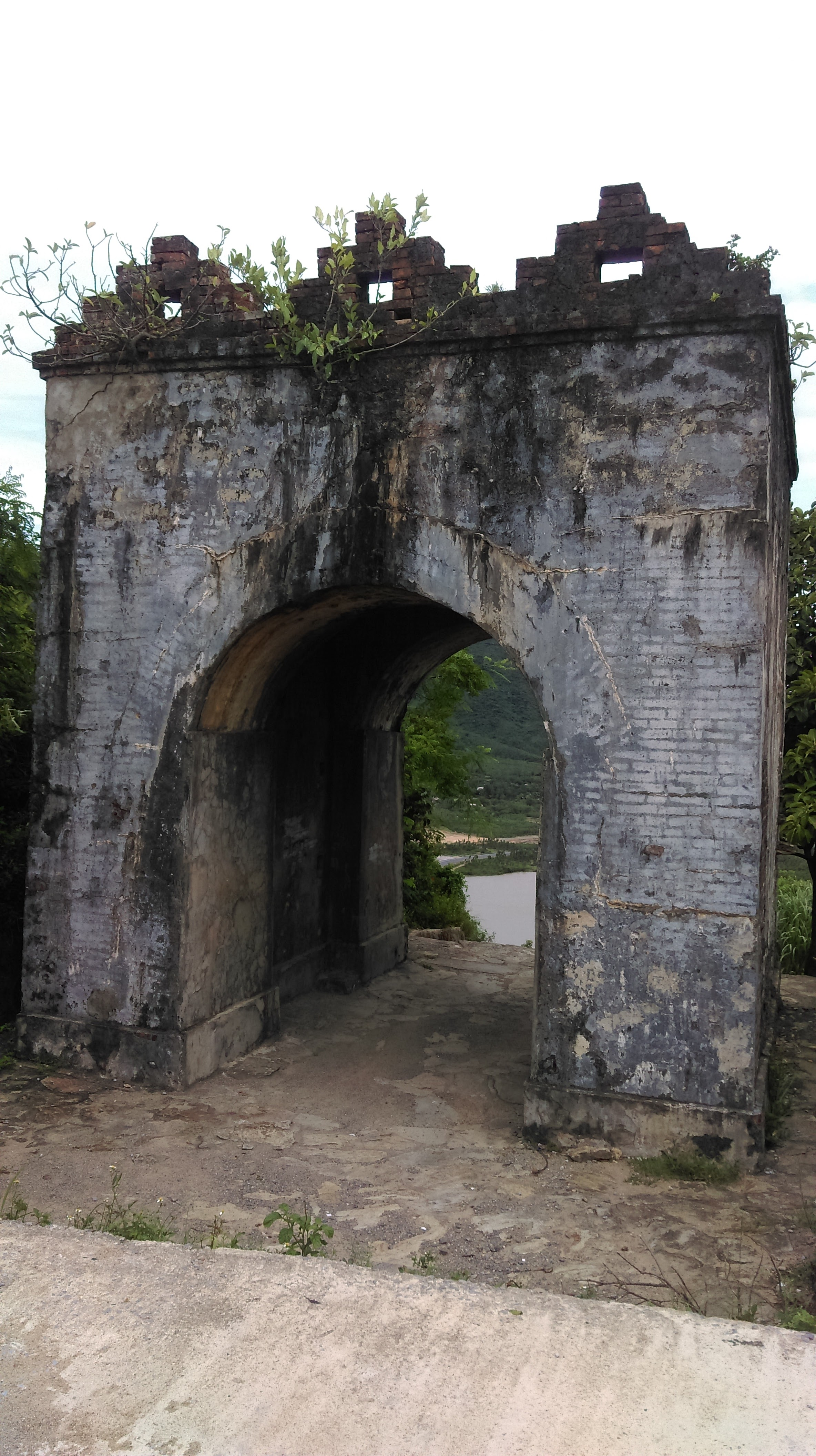
Hoành Sơn quan

Đèo Ngang nằm trên Quốc lộ 1 ở ranh giới xã Kỳ Nam, thị xã Kỳ Anh, tỉnh Hà Tĩnh và xã Quảng Đông, huyện Quảng Trạch, tỉnh Quảng Bình, trên dãy Hoành Sơn .
Hoành Sơn là đoạn dãy Trường Sơn chạy ngang ra biển Đông. Đèo dài 6 km, đỉnh cao khoảng 250 m, phần đất phía Quảng Bình (tức phần phía Nam) thuộc xã Quảng Đông, huyện Quảng Trạch, phần đất phía Hà Tĩnh (tức phần phía Bắc) thuộc xã Kỳ Nam, thị xã Kỳ Anh. Đèo Ngang cách thị xã Ba Đồn 24 km, cách bờ sông Gianh (một giới tuyến Bắc - Nam khác trong lịch sử Việt Nam về sau này) 27 km, cách thành phố Đồng Hới tỉnh Quảng Bình 80 km về phía Bắc (Đồng Hới ở phía Nam đèo Ngang), cách thành phố Hà Tĩnh tỉnh Hà Tĩnh 75 km về phía Nam (Hà Tĩnh ở phía Bắc đèo Ngang). Mới đây, Đèo Ngang được nhà nước Việt Nam lấy làm ranh giới giữa hai tỉnh Hà Tĩnh và Quảng Bình. Còn xưa kia, Đèo Ngang là ranh giới giữa Đại Việt (và trước đó là Đại Cồ Việt, nhà Tiền Lê đào sông Nhà Lê nối từ Hoa Lư tới Đèo Ngang) với Chiêm Thành, từ sau khi người Việt giành được độc lập (năm 939, thời nhà Ngô) và trước thời kỳ Nam tiến của người Việt (năm 1069, thời nhà Lý). Thời Pháp thuộc đèo có tên trên bản đồ là Porte d'Annam.

## Đèo Ngang trong văn học
Đèo Ngang là con đèo lịch sử đã đi vào ca dao, huyền thoại. Lê Thánh Tông, Nguyễn Thiếp, Vũ Tông Phan, Ngô Thì Nhậm, Nguyễn Du, vua Thiệu Trị, Nguyễn Hàm Ninh, Bà huyện Thanh Quan, Nguyễn Phước Miên Thẩm, Nguyễn Văn Siêu, Cao Bá Quát... đã lưu dấu tại đèo Ngang và những tuyệt phẩm thơ cổ. Đặc biệt, bài thơ "Qua Đèo Ngang" của Bà huyện Thanh Quan rất nổi tiếng, được xem như vẽ lên bức tranh thủy mặc.
Bước tới Đèo Ngang, bóng xế tà,
Cỏ cây chen đá, lá chen hoa.
Lom khom dưới núi, tiều vài chú,
Lác đác bên sông, chợ mấy nhà.
Nhớ nước đau lòng, con quốc quốc,
Thương nhà mỏi miệng, cái gia gia.
Dừng chân đứng lại, trời, non, nước,
Một mảnh tình riêng, ta với ta.